# Boho-Béréba
Boho-Béréba, également orthographié Boho-Béraba, est une commune rurale située dans le département de Béréba de la province de Tuy dans la région des Hauts-Bassins au Burkina Faso.

## Géographie
Boho-Béréba se trouve à 10 km au sud-ouest de Béréba et à 7 km au nord-est de Maro.

## Économie
Proche de la ligne d'Abidjan à Ouagadougou, la commune bénéficie des retombées économiques de son passage sur son territoire notamment avec la proximité de la gare de Maro.

## Santé et éducation
Le centre de soins le plus proche de Boho-Béréba est le centre de santé et de promotion sociale (CSPS) de Maro.